# Przygoda w Paryżu
Przygoda w Paryżu (fr. Un monstre à Paris) – francuski film animowany z 2011 roku w reżyserii Bibo Bergerona.

## Opis fabuły
Paryż, 1910 rok. Raoul i Emille postanawiają schwytać potwora grasującego po mieście.

## Wersja oryginalna
- Vanessa Paradis – Lucille
- Matthieu Chedid – Francoeur
- Gad Elmaleh – Raoul
- Sébastien Desjours – Emille
- Bruno Salomone – Albert
- Julie Ferrier – Carlotta
- Ludivine Sagnier – Maud
- François Cluzet – prefekt Maynott

## Wersja polska
Wersja polska: na zlecenie Monolith Films – DubbFilm Studio

Reżyseria: Dobrosława Bałazy

Dialogi: Kamila Klimas-Przybysz

Dźwięk i montaż: Renata Gontarz

Kierownictwo produkcji: Romuald Cieślak

W wersji polskiej wystąpili:
- Grzegorz Kwiecień – Raoul
- Sławomir Pacek – Emille
- Paweł Szczesny – prefekt Maynott
- Piotr Bajor – Pate
- Maria Niklińska – Lucille
- Joanna Pach-Żbikowska – Maud
- Anna Apostolakis – Carlotta
- Krzysztof Szczerbiński – Albert

oraz
- Kinga Tabor
- Mikołaj Klimek
- Marek Bocianiak
- Krzysztof Banaszyk
- Jan Kulczycki
- Mirosława Nyckowska
- Barbara Kałużna
- Jarosław Domin
- Krzysztof Zakrzewski
- Hanna Kinder-Kiss
- Anna Szymańczyk
- Mirosław Wieprzewski
- Wojciech Machnicki
- Robert Tondera
- Janusz Wituch

i inni

## Nagrody
Cezary 2011
nominacja: najlepszy film animowany – Bibo Bergeron
nominacja: najlepsza muzyka filmowa – Mathieu Chedid